# Одержима сексом
«Одержима сексом» (англ. Yes, God, Yes) — американська комедія 2019 року.

## Сюжет
Події відбуваються на початку 2000-их років. Еліс — сексуально недосвідчена учениця католицької середньої школи на Середньому Заході. Отець Мерфі навчає її клас моралі, що будь-яка сексуальна активність, не спрямована на продовження роду в гетеросексуальному шлюбі, є гріхом, за який людині дістанеться вічне прокляття як покарання. Еліс важко приймати своє зростаюче почуття сексуального бажання, а отець Мерфі та її найкраща подруга Лаура змушують її соромитися цього. Щоб повернутися на шлях праведності, Еліс разом з Лаурою відправляється у шкільний духовний табір «Кіркос», де вона знайомиться з Крісом, який є одним з лідерів табору. Вона випадкового виявляє, що може отримати задоволення за допомогою вібросигналу свого телефону. Скориставшись нагодою, вона відкриває чат для розваг на комп’ютері отця Мерфі і не зізнається в цьому. Пізніше стає свідком того, як одна з лідерів Ніна цілує іншого лідера, а потім робить йому мінет. Знов проникнувши до кабінету отця Мерфі, Еліс підставляє однокласника Вейда за поширення неправдивих чуток про неї та стає свідком, як отець Мерфі мастурбує під порнографічне відео, збережене на його комп'ютері. Опинившись наодинці з Крісом, Еліс цілує його, але його це приголомшує і він тікає.
Тієї ночі Еліс втікає з табору і натрапляє на бар, де його власниця Джина пояснює їй, як страх перед прокляттям може спотворити розвиток підлітка. Джина дає пораду Еліс та відвозить її назад до табору. Наступного дня під час спілкування всієї групи Еліс нагадує присутнім, що всі приховують якісь речі, і благає їх ставитися один до одного з чесністю.
Повернувшись до школи, Еліс під час сповіді з отцем Мерфі розповідає, що вона бачила відео людей, які займалися сексом, але замість того, щоб залишитися в каплиці і спокутувати свій гріх, Еліс йде додому, щоб передивитися сцену сексу в «Титаніку» та помастурбувати під неї.

## У ролях
- Наталія Даєр — Еліс
- Франческа Реале — Лаура
- Тімоті Сімонс — отець Мерфі
- Вольфганг Новограц — Кріс
- Сьюзен Блеквелл — Джина
- Аліша Бо — Ніна
- Донна Лінн Чамплін — місіс Веда